# Sergei Jakowlewitsch Senkin

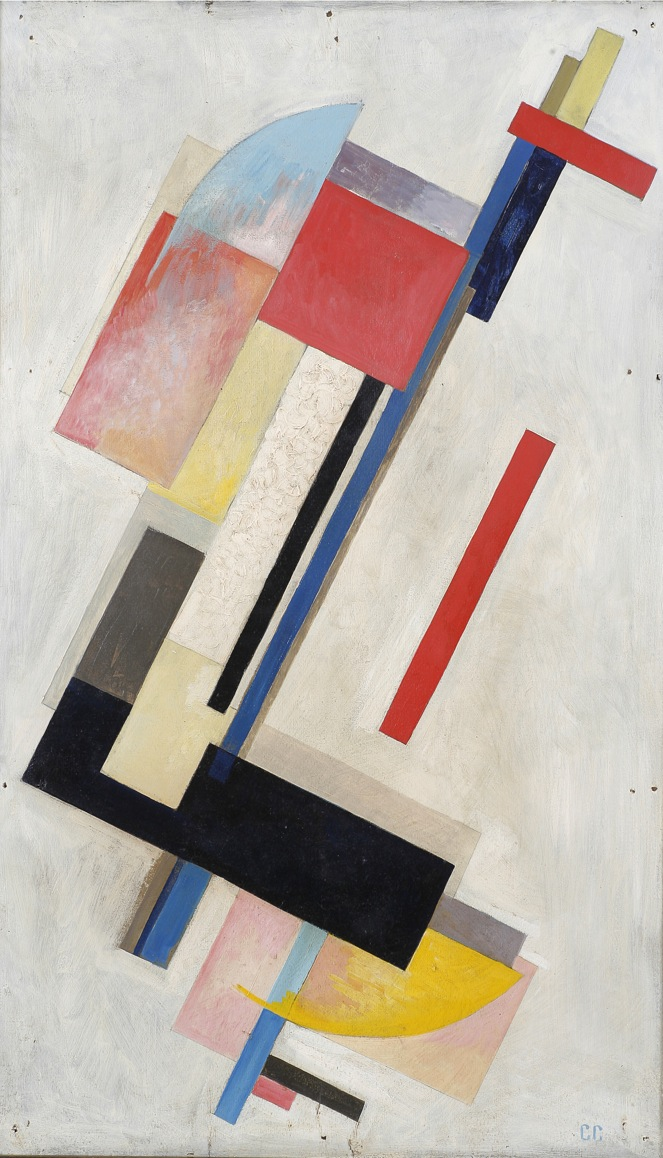

Sergei Jakowlewitsch Senkin, auch Sergej Senkin (* 13. Juli 1894 in Pekrovskoe-Stresknevo; † 12. April 1963 in Moskau) war ein russischer Grafiker.
Senkin studierte von 1914 bis 1915 an der Moskauer Hochschule für Malerei, Bildhauerei und Architektur und 1918 bis 1919 an den WChUTEMAS. In den 1920er Jahren studierte er bei Kasimir Malewitsch, der ihn stark beeinflusste. Er war Mitglied der Gruppe „Oktober“ zusammen mit Gustavs Klucis, Alexander Rodtschenko, den Schterenberg-Brüdern (Dawid und Abram), den Wesnin-Brüdern und weiteren talentierten Künstlern.
Auf der Internationalen Presseausstellung „Pressa“ 1928 in Kölln gestaltete Senkin zusammen mit El Lissitzky den sowjetischen Pavillon sowie den dazugehörigen Einzelkatalog im konstruktivistischen Stil mit Techniken der Fotomontage und Fotocollage.